# Klaus Kracht
Klaus Kracht (* 17. August 1948 in Dinslaken) ist ein deutscher Japanologe. Er lehrt an der Humboldt-Universität zu Berlin.

## Wirken
Klaus Kracht studierte von 1967 bis 1973 Japanologie, Sinologie, Politische Wissenschaft, Philosophie und Geschichte an der Ruhr-Universität Bochum. Er wurde an der Fakultät für Ostasienwissenschaften in Bochum 1973 zum Doktor der Philosophie promoviert, Habilitation 1982. Er lehrte dort an der Sektion für Geschichte und Geistesgeschichte Japans als wissenschaftlicher Mitarbeiter von 1973 bis 1983 und war verantwortlich für die Reihe Veröffentlichungen des Ostasieninstituts der Ruhr-Universität Bochum und das Bochumer Jahrbuch zur Ostasienforschung.
Im Jahr 1984 wurde er auf den neu eingerichteten Lehrstuhl für Japanische Philologie der Eberhard-Karls-Universität Tübingen berufen. Dort war Kracht von 1985 bis 1995 Direktor des von ihm gegründeten Seminars für Japanologie; 1989 gründete er das Tübinger Japankolleg, 1993 das Zentrum für japanische Sprache der Universität Tübingen an der Dōshisha-Universität in Kyoto. Kracht folgte 1994 einem Ruf auf den Lehrstuhl für Sprache und Kultur Japans am Institut für Asien- und Afrikawissenschaften der Humboldt-Universität zu Berlin. Dort war er von 1995 bis zu seiner Emeritierung im Jahr 2013 Direktor des Zentrums für Sprache und Kultur Japans und Leiter der Mori-Ōgai-Gedenkstätte. Er nahm Gastprofessuren und Fellowships an der Universität Tokyo, Institut für Sozialforschung, der Universität Kyōto, Institut für Humanwissenschaften, am International Research Center for Japanese Studies (Nichibunken) in Kyoto u. a. wahr.
Im Zentrum seiner Arbeit steht die japanische Kultur- und Geistesgeschichte des 17. bis 21. Jahrhunderts in ihrer Beziehung zu den geistigen Traditionen Chinas, zu Europa und Amerika. Schwerpunkte bilden das politische Denken, die Festkultur und kulturelle Traditionen des Anstands. Im Harrassowitz-Verlag gibt er die Reihe Izumi. Quellen, Studien und Materialien zur Kultur Japans (seit 1989) heraus, im selben Verlag die Zeitschrift Japonica Humboldtiana (seit 1997, heute zusammen mit Michael Kinski und Markus Rüttermann) mit wissenschaftlichen Beiträgen zur Japanologie. Im Selbstverlag der Gedenkstätte veröffentlichte er die Kleine Reihe (1997–2015) mit Übersetzungen von Texten japanischer Autoren.

## Publikationen (Auswahl)
- Das Kōdōkanki-jutsugi des Fujita Tōko (1806–1855). Ein Beitrag zum politischen Denken der späten Mito-Schule, Wiesbaden: Otto Harrassowitz Verlag 1975. x, 223 S. (Studien zur Japanologie. Monographien zur Geschichte, Kultur und Sprache Japans. Herausgegeben von Horst Hammitzsch, Bd. 12). ISBN 3-447-01731-7.
- Übers. Kajima Morinosuke: Geschichte der japanischen Außenbeziehungen, Bd. I: Von der Landesöffnung bis zur Meiji-Restauration. Herausgegeben von Horst Hammitzsch, Wiesbaden: Franz Steiner Verlag 1976. 236 S. 28 Abb. ISBN 3-515-02554-5.
- Hrsg. Japan nach 1945. Beiträge zur Kultur und Gesellschaft, Wiesbaden: Harrassowitz Verlag 1979. 166 S. ISBN 3-447-02059-8.
- Transcultural Understanding and Modern Japan. Fourth Symposium Sponsored by Tokai University, held at the Ruhr-University Bochum, West Germany. Edited by Klaus Kracht and Helmut Morsbach, October 1981, Bochum: Studienverlag Dr. Norbert Brockmeyer 1983. vii, 133 S. ISBN 3-88339-333-9.
- Japan und Deutschland im 20. Jahrhundert. Herausgegeben von Klaus Kracht, Bruno Lewin und Klaus Müller, Wiesbaden: Harrassowitz Verlag 1984. 208 S. (Veröffentlichungen des Ostasieninstituts der Ruhr-Universität Bochum, Bd. 32). ISBN 3-447-02457-7.
- Studien zur Geschichte des Denkens im Japan des 17. bis 19. Jahrhunderts. Chu-Hsi-konfuzianische Geist-Diskurse, Wiesbaden: Harrassowitz Verlag 1985. xiv, 448 S. (Veröffentlichungen des Ostasien-Instituts der Ruhr-Universität Bochum, Bd. 31). ISBN 3-447-02429-1.
- Japanische Geistesgeschichte. Bearbeitet von Klaus Kracht in Zusammenarbeit mit Gerhard Leinss. Mit einer Einführung von Olof Lidin, Wiesbaden: Harrassowitz Verlag 1988. x, 504 S. (Japanische Fachtexte. Herausgegeben von Bruno Lewin, Bd. 3). ISBN 3-447-02802-5.
- Japanologie an deutschsprachigen Universitäten, Wiesbaden: Harrassowitz Verlag 1990. iv, 256 S. ISBN 3-447-03064-X.
- Nihon no shisô to Doitsu gaku juyô no kenkyû. Kindai Nihon no keisei to Doitsu 日本の思想とドイツ学受容の研究 近代日本の形成とドイツ („Japanisches Denken und Rezeption deutscher Wissenschaft. Deutschland und die Entstehung des modernen Japan“). Herausgegeben zusammen mit Kinugasa Yasuki 衣笠安喜, Nishikawa Tomio 西川富雄 und Suekawa Kiyoshi 末川清, Kyôto: Ritsumeikan Daigaku Jinbun Gakka Kenkyû Jo 立命館大学人文学科研究所 1993. 450 S. (Ritsumei Kan Daigaku Jinbun Kagaku Kenkyû Jo kiyô 立命館大学人文学科研究所紀要, 52).
- “Anstand und Etikette in Japan. Ein Forschungsgebiet”, Japonica Humboldtiana 2 (1998), 6-58; 3 (1999), 6-48.
- Zusammen mit Katsumi Tateno-Kracht 立野＝クラハト・克美: Kurisumasu. Dō yatte Nihon ni teichaku shita ka クリスマスどうやって日本に定着したか („Weihnachten - wie es in Japan heimisch wurde“), Tōkyō: Kadokawa Shoten 1999. x, 231 S. ISBN 4-04-883598-X. Auch in Blindenschrift, als Ton-Kassetten und CD über die Nationale Parlamentsbibliothek in Tokyo erhältlich.
- Japanese Thought in the Tokugawa Era. A Bibliography of Western-Language Materials. Compiled and edited by Klaus Kracht, Wiesbaden: Harrassowitz Verlag 2000. 426 S. (Izumi. Quellen, Studien und Materialien zur Kultur Japans. Herausgegeben von Klaus Kracht, Bd. 6). ISBN 3-447-04307-5.
- Herausgegeben zusammen mit Markus Rüttermann: Grundriss der Japanologie, Wiesbaden: Harrassowitz Verlag 2001. 650 S. (Izumi. Quellen, Studien und Materialien zur Kultur Japans. Herausgegeben von Klaus Kracht, Bd. 7) ISBN 3-447-04371-7.
- “Nishida und die Politik”, Japonica Humboldtiana 5 (2001), 205-250; 6 (2002), 183-249.
- Zusammen mit Katsumi Tateno-Kracht 立野＝クラハト・克美: Ōgais „Noël“. Mittwinterliches aus dem Leben des Hauses Mori und des Burgstädtchens Tsuwano — jenseits der idyllischen Stille, Wiesbaden: Harrassowitz Verlag 2011. 885 S. (Izumi. Quellen, Studien und Materialien zur Kultur Japans. Herausgegeben von Klaus Kracht, Bd. 11). ISBN 978-3-447-05843-8.
- Zusammen mit Katsumi Tateno-Kracht 立野＝クラハト・克美: Ōgai no Kurisumasu. Mori Ke wo meguru nendai ki 鷗外の降誕祭（クリスマス）森家をめぐる年代記 (“Weihnachten bei Ōgai. Chronologisches zur Familie Mori”), Tōkyō: NTT Shuppan 2012. xii, 458 S. ISBN 978-4-7571-5085-0.
- “Ogai” – Mori Rintarô. Begegnungen mit dem japanischen homme de lettres. Herausgegeben von Klaus Kracht, Wiesbaden: Harrassowitz Verlag 2014. 348 S. ISBN 978-3-447-10197-4.
- Zusammen mit Katsumi Tateno-Kracht 立野＝クラハト・克美: “Christmas in Japan”, Japonica Humboldtiana (2019), 96-162; 22 (2020), 119–208; 23 (2021), 153–246; 24 (2022), 59–166; 25 (2023–24), 161–272.